# Passiflora hyacinthiflora
Passiflora hyacinthiflora là một loài thực vật có hoa trong họ Lạc tiên. Loài này được Planch. & Linden ex Triana & Planch. mô tả khoa học đầu tiên năm 1873.